# Andrij Valerijovics Pjatov
Andrij Valerijovics Pjatov vagy Andrij Pjatov (ukránul: Андрій Валерійович П'ятов; Kirovográd, 1984. június 28. –) ukrán labdarúgó.

## Pályafutása
Profi pályafutását a poltavai Vorszkla klub kapusaként kezdte. 2006. december 13-án a donecki Sahtar 6 millió 60 ezer hrivnyáért megvásárolta, de a szerződés értelmében a 2006–2007-es szezon végéig a poltavai csapatnál játszhatott.
Tartalék kapusként részt vett a 2006-os labdarúgó-világbajnokságon (a pályán nem játszott), előtte az U-21-es labdarúgó-világbajnokságon szerepelt kapusként. A nagyválogatottban eddig nem lépett pályára, az utánpótlás-csapatban hétszer szerepelt eddig, 5 gólt kapott. A felnőtt VB-n csak Makszim Sztarcev sérülése miatt szerepelhetett.